# Dobra (Turek)
Pour les articles homonymes, voir Dobra.
Dobra (prononciation : [ˈdɔbra]) est une ville de Pologne, située dans la voïvodie de Grande-Pologne. Elle est le chef-lieu de la gmina de Dobra, dans le powiat de Turek.